# Ferras (chanteur)
Pour les articles homonymes, voir Ferras.
Ferras est un chanteur américain, originaire de Los Angeles, en Californie. Il est mieux connu pour son single Hollywood's Not America extrait de son premier album Aliens & Rainbows, qui a été diffusé lors des demi-finales de la septième saison d'American Idol. Il est membre du label Metamorphosis Music, une filiale de Capitol Records fondé par Katy Perry, et également le premier membre de ce label. En juin 2014, il fait paraître son EP homonyme via le label.

## Biographie
Ferras est né en 1982 à Gillespie, une petite ville située dans l'Illinois. Tiraillé entre deux parents divorcés, son père lui promet un voyage à Disneyland, mais l'emmène à la place avec lui dans sa ville natale à Amman, en Jordanie. Sa mère parvient à ramener son fils avec elle aux États-Unis, en Californie du Sud. Il étudie au Berklee College of Music de Boston (Massachusetts).

## Carrière
La carrière de Ferras débute à son arrivée à Amman avec son père. Il s'entraine à jouer de la musique sur un petit clavier musicale que son père lui avait donné. Ferras cite son clavier comme un passe-temps lorsqu'il était seul en Jordanie. Âgé de 17 ans, il décide de se lancer dans une carrière musicale, après avoir écouté des artistes tels que Britney Spears et 'N Sync. Après avoir soumis des démos, il est invité à venir en Floride, et emménage à Los Angeles. Il joue le rôle d'Elton John dans l'émission de téléréalité Performing As... et est présenté à Fred Durst par le coach vocal de l'émission. Ferras est signé par Durst avant de joindre le Berklee College of Music. Il signe finalement avec Capitol Records du groupe EMI.
En avril 2008, Ferras fait paraître son premier album officiel, Aliens & Rainbows, via Capitol Records. L'album est produit par The Matrix et Gary Clark. L'album inclut le single principal Hollywood's Not America, utilisé pendant les demi-finales de la septième saison d'American Idol. Il se popularise modérément à cette période avec cette chanson, qui atteint la 62e place du Billboard Hot 100. Il joue également à l'émission The Today Show.
Ferras fait paraître un EP indépendant intitulé Interim le 2 juillet 2010. L'EP est composé de cinq chansons acoustiques. Il participe à l'écriture du titre Aftermath pour l'album For Your Entertainment d'Adam Lambert. Fin septembre 2010, la chanson se place à la première place en Finlande. En juin 2010, le chanteur australien Michael Paynter fait paraître la chanson Love the Fall avec The Veronicas, coécrit par Ferras et Gary Clark. Elle est diffusée à la radio locale, et plus tard certifiée disque de platine. Ferras continue à la composition en janvier 2011. La chanteuse Lena Meyer-Landrut chante la chanson Good News, coécrit par Ferras et Audra Mae pour le Concours Eurovision de la chanson 2011. Quatre chansons sont coécrites par Ferras et incluses dans Musica+Alma+Sexo de Ricky Martin.

## Discographie

### Albums et EPs
| Albums                                    |
| ----------------------------------------- |
| Aliens & Rainbows - Date : 1er avril 2008 |

| EP                                                 |
| -------------------------------------------------- |
| Interim - The Time Between - Date : 2 juillet 2010 |
| Ferras - Date : 17 juin 2014                       |

### Singles
| Année | Titre                   | Album                      |
| ----- | ----------------------- | -------------------------- |
| 2008  | Hollywood's Not America | Aliens & Rainbows          |
| 2008  | Liberation Day          | Aliens & Rainbows          |
| 2008  | Rush                    | Aliens & Rainbows          |
| 2010  | Wall Around My Heart    | Interim - The Time Between |
| 2014  | Speak in Tongues""      | Ferras (EP éponyme)        |